# Santiago Vergini
Santiago Vergini (* 3. August 1988 in Máximo Paz, Argentinien) ist ein argentinischer Fußballspieler.

## Karriere

### Verein
Vergini durchlief die Nachwuchsabteilungen der Vereine Atlético Paz und CA Vélez Sársfield und startete seine Profikarriere 2011 beim argentinischen Klub Club Olimpia. Nach einer Saison wurde er an den italienischen Verein Hellas Verona ausgeliehen und im Sommer 2011 an die Newell’s Old Boys abgegeben. Nach zwei Spielzeiten für die Old Boys wechselte er zu Estudiantes de La Plata. Von diesem Verein wurde er für die Saison 2014/15 an den AFC Sunderland ausgeliehen und am Saisonende an diesen verkauft.
Zu AFC Sunderland wechselte, wurde er ohne Pflichtspieleinsatz in der gleichen Transferperiode an den spanischen Klub FC Getafe ausgeliehen. Im Sommer 2016 kehrte er mit seinem Wechsel zu den Boca Juniors wieder in seine Heimat zurück.
Zur Sommertransferperiode 2018 verpflichtete ihn der türkische Erstligiste Bursaspor.

### Nationalmannschaft
Vergini absolvierte in den Jahren 2012 bis 2014 insgesamt drei Einsätze für die argentinische Nationalmannschaft.